# レオンティオス
レオンティオス（ギリシア語：Λεόντιος, Leontios、660年 - 706年2月15日?）は、東ローマ帝国の皇帝（在位：695年 - 698年）。ラテン語表記では「レオンティウス（Leontius）。

## 生涯
小アジア半島南東部のイサウリア地方の出身。ヘラクレイオス王朝との血縁は無い。コンスタンティノス4世時代からテマ・アナトリコンの長官として活躍していた。686年にはユスティニアノス2世によってアルメニア戦線に投入されるなどしている。しかしユスティニアノス2世の不興を買って692年頃に投獄された。695年に赦免されて、テマ・ヘラス（この時に新設？）の長官に任じられる。だが彼はサーカス党派の力を借りてクーデターを起こし、ユスティニアノス2世を捕らえて鼻を削いだ上でクリミア半島のケルソンに追放し、自ら皇帝として即位した。なお彼は皇帝としては公的にはレオンティオスではなく、レオーンを名乗っていた。
695年には帝国の北アフリカ支配の拠点であったカルタゴがウマイヤ朝に制圧された。これに対してレオンティオスは艦隊を送って697年に一旦はカルタゴを奪回した。しかし698年のカルタゴの戦いで再度カルタゴを奪われる。そしてクレタ島まで撤退してきた艦隊がテマ・キビュライオタイの指揮官アプシマロス（ティベリオス3世）を擁して反乱を起こし、コンスタンティノポリスを攻略したため廃位され、投獄された。さらにその後705年にユスティニアノス2世が復位すると、復讐に燃えるユスティニアノスによってティベリオス3世と共に処刑された。